# Gábor
Gábor oder Gabor ist ein häufig vorkommender ungarischer männlicher Vorname und Familienname.

## Herkunft und Bedeutung
Der Name ist die ungarische Form von Gabriel.

## Namensträger

### Vorname
- Gábor Arany (* 1976), ungarischer Radrennfahrer
- Gábor Benedek (* 1927), ungarischer Moderner Fünfkämpfer
- Gábor Bethlen (≈1580–1629), Fürst von Siebenbürgen
- Gábor Biedermann (* 1979), deutscher Schauspieler
- Gábor Boczkó (* 1977), ungarischer Fechter
- Gábor Bódy (1946–1985), ungarischer Regisseur, Drehbuchautor und Schauspieler
- Gábor Boldoczki (* 1976), ungarischer Trompeter
- Gábor Bretz (* 1974), ungarischer Opernsänger
- Gábor Császár (* 1984), ungarischer Handballspieler
- Gábor Darvas (1911–1985), ungarischer Komponist und Musikwissenschaftler
- Gábor Demszky (* 1952), ungarischer Politiker
- Gábor Devecseri (1917–1971), ungarischer Dichter und Übersetzer
- Gábor Domonyik (* 1976), ungarischer Orientierungsläufer
- Gábor Egressy (1808–1866), ungarischer Schauspieler
- Gábor Egressy (* 1974), ungarischer Fußballspieler
- Gábor Finály (1871–1951), ungarischer Lehrer, Klassischer Philologe und Archäologe
- Gábor Gadó (* 1957), ungarischer Jazz-Gitarrist und Komponist
- Gábor Gergely (* 1953), ungarischer Tischtennisspieler
- Gábor Görgey  (1929–2022), ungarischer Dramatiker, Schriftsteller und Übersetzer deutscher Literatur ins Ungarische
- Gábor Gyepes (* 1981), ungarischer Fußballspieler
- Gábor Hajnal (1912–1987), ungarischer Dichter und Übersetzer
- Gábor Juhász (* 1968), ungarischer Jazzgitarrist
- Gábor Király (* 1976), ungarischer Fußballtorwart
- Gábor Kiss (1931–1994), deutscher Soziologe ungarischer Herkunft
- Gábor Komlóssy (* 1979), ungarischer Trompeter
- Gábor Lengyel (* 1941), ungarisch-israelisch-deutscher Ingenieur, Manager und Rabbiner
- Gabor Maté (* 1944), kanadischer Mediziner ungarischer Herkunft
- Gábor Obitz (1899–1953), ungarischer Fußballspieler und -trainer
- Gábor Ocskay (1975–2009), ungarischer Eishockeyspieler
- Gábor Paál (* 1967), deutscher Hörfunkjournalist
- Gabor Rejto (1916–1987), US-amerikanischer Cellist und Musikpädagoge ungarischer Herkunft
- Gabor Schablitzki (* 1974), deutscher DJ, Musiker und Musikproduzent
- Gabor Solymosi (* 1979), ungarischer Poolbillardspieler
- Gábor A. Somorjai (1935–2025), US-amerikanischer Forscher ungarischer Herkunft auf dem Gebiet der Oberflächenchemie
- Gabor Steiner (1858–1944), österreich-ungarischer Theaterdirektor
- Gábor Steiner (1887–1942), tschechoslowakischer Politiker (KPTsch) ungarischer Nationalität und NS-Opfer
- Gabor Steingart (* 1962), deutscher Journalist und Autor
- Gábor Szabó (1936–1982), ungarischer Jazzgitarrist
- Gábor Szabó (* 1969), ungarischer Herzchirurg
- Gábor Szegő (1895–1985), ungarischer Mathematiker
- Gábor Talmácsi (* 1981), ungarischer Motorradrennfahrer
- Gábor Tarkövi (* 1969), ungarischer Trompeter
- Gábor Török (* 1952), deutscher Künstler ungarischer Abstammung, der vorwiegend als Bildhauer arbeitet
- Gábor Vajna (1891–1946), ungarischer Politiker (Pfeilkreuzler)
- Gábor Zavadszky (1974–2006), ungarischer Fußballspieler

Zwischenname
- Pál Gábor Engelmann (1854–1916), Gründer und Leiter der Sozialdemokratischen Partei Ungarns

### Familienname
- Andor Gábor (1884–1953), ungarischer Redakteur und Schriftsteller
- Áron Gábor (1814–1849), Artillerieoffizier in der ungarischen Revolution von 1848/1849
- Dennis Gábor (1900–1979), britischer Ingenieur ungarischer Herkunft
- Eva Gabor (1919–1995), US-amerikanisch-ungarische Schauspielerin
- Fruzsina Molnár-Gábor (* 1984), ungarisch-deutsche Rechtswissenschaftlerin
- Georgeta Gabor (* 1962), rumänische Kunstturnerin
- Hans Gabor (1919–1994), ungarischer Opernintendant
- Ion Gabor (* 1943), rumänischer Ringer
- Joachim Gabor (1929–2013), deutscher Unternehmer
- László Gábor (Maler) (1895–1944), österreichisch-ungarischer und US-amerikanischer Maler und Dozent
- László Gábor (Architekt) (1910–1981), österreichischer Architekt
- Miklós Gábor (1919–1998), ungarischer Schauspieler
- Pál Gábor (1932–1987), ungarischer Filmregisseur
- Peter Gabor (* 1940), deutscher Fußballschiedsrichter
- Romulus Gabor (* 1961), rumänischer Fußballspieler
- Tamás Gábor (1932–2007), ungarischer Fechter
- Viki Gabor (* 2007), polnische Sängerin
- Zsa Zsa Gabor (1917–2016), US-amerikanisch-ungarische Schauspielerin